# Malmstrom Air Force Base

i7
i11
i13
Die Malmstrom Air Force Base, bis September 1955 Great Falls Air Force Base genannt, ist eine Basis der US-amerikanischen Luftwaffe bei Great Falls (Montana).
Auf der Basis sind Einheiten des Air Force Global Strike Command stationiert, welche nukleare Interkontinentalraketen vom Typ Minuteman III betreiben. Der US-Census betrachtet sie als Census-designated place mit einer Bevölkerung von 4.131 im Jahr 2020.

## Zwischenfälle
- Am 7. April 1952 wurde eine Douglas DC-4/C-54D der United States Air Force (USAF) (Luftfahrzeugkennzeichen 43-17210) bei Jefferson City (Montana) (USA), 130 Kilometer südsüdwestlich des Startflugplatzes Great Falls Air Force Base, auf einem Überführungsflug während eines Schneeschauers in einen Berg geflogen und brannte aus. Bei diesem CFIT (Controlled flight into terrain) wurden alle 3 Besatzungsmitglieder getötet.[1]

- Am 14. August 1963 musste in einer Curtiss C-46F-1-CU Commando der US-amerikanischen Aaxico Airlines (N67941) das Triebwerk Nr. 2 (rechts) wegen Überhitzung abgestellt werden. Bei der Rückkehr zum Startflugplatz wurde die Maschine in einen ansteigenden Canyon geflogen, so dass eine Notlandung in einem gepflügten Acker nötig wurde, 56 Kilometer ostnordöstlich der Malmstrom Air Force Base. Nach dem Aufsetzen schlug das Flugzeug auf den Erddamm eines kleinen Stausees auf und wurde irreparabel beschädigt. Einer der beiden Piloten, der einzigen Insassen auf dem Frachtflug, kam ums Leben.[2]